# 公立置賜総合病院
公立置賜総合病院（こうりつおきたまそうごうびょういん）は、山形県東置賜郡川西町にある医療機関。病院理念は心かよう信頼と安心の病院。

## 概要
医師不足や自治体における財政難を背景に、置賜地方の2市2町（長井市、南陽市、川西町、飯豊町）の既存自治体病院（長井市立総合病院、南陽市立総合病院、川西町立病院及び飯豊町国民健康保険診療所）をサテライト化し、高度な医療のできる拠点病院を地域に作り、あわせて医師を集めることで絶対的な医師不足に対応することを狙い、山形県と2市2町が運営管理にあたる置賜広域病院組合を創設の上で、総事業費316億円を投じ、川西町西大塚と長井市今泉にまたがる国道113号線沿いに鉄骨鉄筋8階建ての病院を建設し、2000年11月1日に開院した。
置賜総合病院には、地域としては初の救命救急センターを設けたほか、最新のがん放射線治療機器なども導入、駐車場の一角にはヘリポートも設けた。新病院の開院によって既存病院は、置賜広域病院組合傘下の公立置賜長井病院、公立置賜南陽病院、公立置賜川西診療所、飯豊町国保診療所と衣替えされ、診察規模を縮小した。
この病院の再編は、先進事例として注目を集め、医療や自治体関係者らからの視察も相次いだ。しかし、徐々に問題も顕在化。サテライトへの配属を症例が少ないため若手医師が嫌い、結果として医師が足らずサテライトで外来患者が減少したほか、患者がサテライトでの診察のたびに医師が変わることを嫌がり、置賜総合病院に流出する現象もみられた。加えて、患者が軽症にもかかわらず同病院の夜間、休日の救急外来に駆け込むコンビニ受診も後を絶たず、また患者の大病院志向が根強く、症状が安定してもサテライトや開業医に移らないことなども散見された。
こうしたことから、当初想定よりも2割ほど多い外来患者を受け入れざるを得なかったため、置賜総合病院の医師の負担は増していた。このため、院長らが地域住民に理解を求めるためコンビニ診察をやめるようシンポジウムで啓蒙を繰り広げていたほか、地元開業医に平日夜間の診察を手伝ってもらうなどの施策も試みていた。

## メディカルタウン
公立置賜総合病院の所在する川西町が病院南側の宅地と農地約10ヘクタールを医療、住宅、商業施設などが融合した「メディカルタウン」として整備する事業を2017年度から開始した。
この事業は2015年2月に、病院の医師や看護師など職員770人が「病院周辺の環境を整備してほしい」との署名を町に提出したことがきっかけで、翌年4月に米沢・川西バイパスが国道287号として事業採択されたことも、整備にむけての追い風になったという。計画では総事業費を26億5000万円と見込み、区域内に一戸建てや集合住宅による住宅地、スーパーマーケットやコンビニエンスストアや民間診療所などからなる商業・医療用地、子育てや高齢者向けの公園ならびに複合交流施設の公共用地を設け、2021年度までに完成を予定し、定住人口400人以上を目標値として町では掲げている。
医師を含めたメディカルタウンに並ぶ開業医や商業施設などの誘致は、町から委託を受けた山形銀行が担い、町は2018年度中にメディカルタウン内の施設事業者の顔ぶれを固め、2020年度の土地造成開始を目指すとしている。このほか、誘致には南陽市に本社を置く医療・福祉分野に強みを持つソフトウェア開発のエヌ・デーソフトウェアなどの地元の地域企業も協力している。

近隣で梨郷道路の川西IC（仮称）が事業中である。

### 2022年度開業へ
ヤマザワやツルハドラッグ、ホームセンターのほか、幼児施設ならびに入院患者の家族の利用を想定したビジネスホテルの開業も予定し、既に開院している地域医療振興協会が運営する総合診療の「おきたまフラワークリニック」に加え、内科や整形外科の診療所がオープンを計画し、1次診療を担う診療所と、高度医療を行う総合病院が役割分担しながら、医療連携を図る方針。また住宅地は、県住宅供給公社が約80区画の造成を予定しており、このうち17区画の分譲を2022年度に開始する。

## 年表
- 2000年（平成12年）11月1日 - 開院。
- 2017年（平成29年）4月1日 - 地方公営企業法の全部適用化に伴い、運営法人名を置賜広域病院組合から置賜広域病院企業団に変更[9]。

## 診察科・職員
| - 内科（呼吸器） - 糖尿病内分泌科 - 内科（腎臓・透析） - 内科（血液） - 消化器内科 - 循環器内科 | - 精神科 - 神経内科 - 外科 - 整形外科 - 形成外科 | - 呼吸器外科 - 心臓血管外科 - 泌尿器科 - 脳神経外科 - 眼科 | - 耳鼻咽頭科 - 皮膚科 - 産婦人科 - 小児科 - 歯科口腔外科 | - 麻酔科 - リハビリテーション科 - 放射線科 - 救命救急センター（救急科） | - 医師 98名 - 看護師 470名 - 薬剤師 19名 |

## 部門
| - 放射線部 - 輸血部 - 手術部 - 薬剤部 | - 臨床検査部 - 看護部 - リハビリテーション部 - 人工透析室 | - 臨床工学室 - 栄養管理室 - 医療安全部 |

## アクセス
- 鉄道
  - 山形鉄道フラワー長井線、西大塚駅から徒歩で約15分[11]。
  - JR、今泉駅からタクシーで約5分、徒歩15分[11]。